# Josef Krejčí (voják)
Plukovník Josef Krejčí (7. března 1890 Německý Brod – 30. června 1942 Praha) byl legionář, důstojník československé armády a odbojář z období druhé světové války.

## Život

### Mládí a první světová válka
Josef Krejčí se narodil v roce 1890 v tehdejším Německém a dnes Havlíčkově Brodě do rodiny koláře Františka Krejčího a jeho manželky Marie, roz. Zadinové. V letech 1901 až 1910 studoval na tamním gymnáziu. Poté absolvoval roční prezenční službu u c. k. pěšího pluku v Čáslavi, po jejímž skončení pracoval jako učitel na obecné škole. Po začátku první světové války nastoupil v červenci 1914 nejprve jako instruktor. V lednu 1915 byl odvelen v pozici velitele čety na Srbskou frontu. V květnu téhož roku se přesunul na frontu italskou, kde padl v červenci 1917 u Palù do zajetí. Hned následující den se přihlásil do československého vojska. V dubnu 1918 byl zařazen do střeleckého pluku na pozici velitele roty a v říjnu téhož roku jmenován nadporučíkem.

### Mezi světovými válkami
Po návratu do Československa byl Josef Krejčí v prosinci 1918 odvelen na Slovensko, kde sloužil na velitelství 7. divize. Již v hodnosti kapitána se v září 1919 vrátil do Prahy, kde střídal různé funkce a kariérně stoupal. V červnu 1934 byl v hodnosti podplukovníka odvelen opět na Slovensko a to do Levoče, kde střídal posty velitele školy pro důstojníky v záloze a velitele praporu. 1. prosince 1936 byl jmenován velitelem praporu Stráže obrany státu ve Spišské Nové Vsi a současně vojensko-technickým referentem u hlavního okresního politického úřadu tamtéž. Po rozpadu Československa se v březnu 1939 vrátil do Prahy.

### Druhá světová válka
Josef Krejčí se zapojil do Obrany národa, kde byl přidělen do krajského velitelství Praha-jihozápad. První vlny zatýkání jej minuly, během Heydrichiády 29. června 1942 ale neunikl vlakové kontrole ve Čtyřkolech. Byl zatčen a hned druhý den odsouzen k smrti a zastřelen na Kobyliské střelnici. Dekretem prezidenta republiky byl 25. října 1946 povýšen in memoriam do hodnosti plukovníka.

## Rodina
Josef Krejčí se v listopadu 1928 oženil s Marií Hlaváčkovou. V listopadu 1929 se mu narodila dcera Marie.